# 善化區

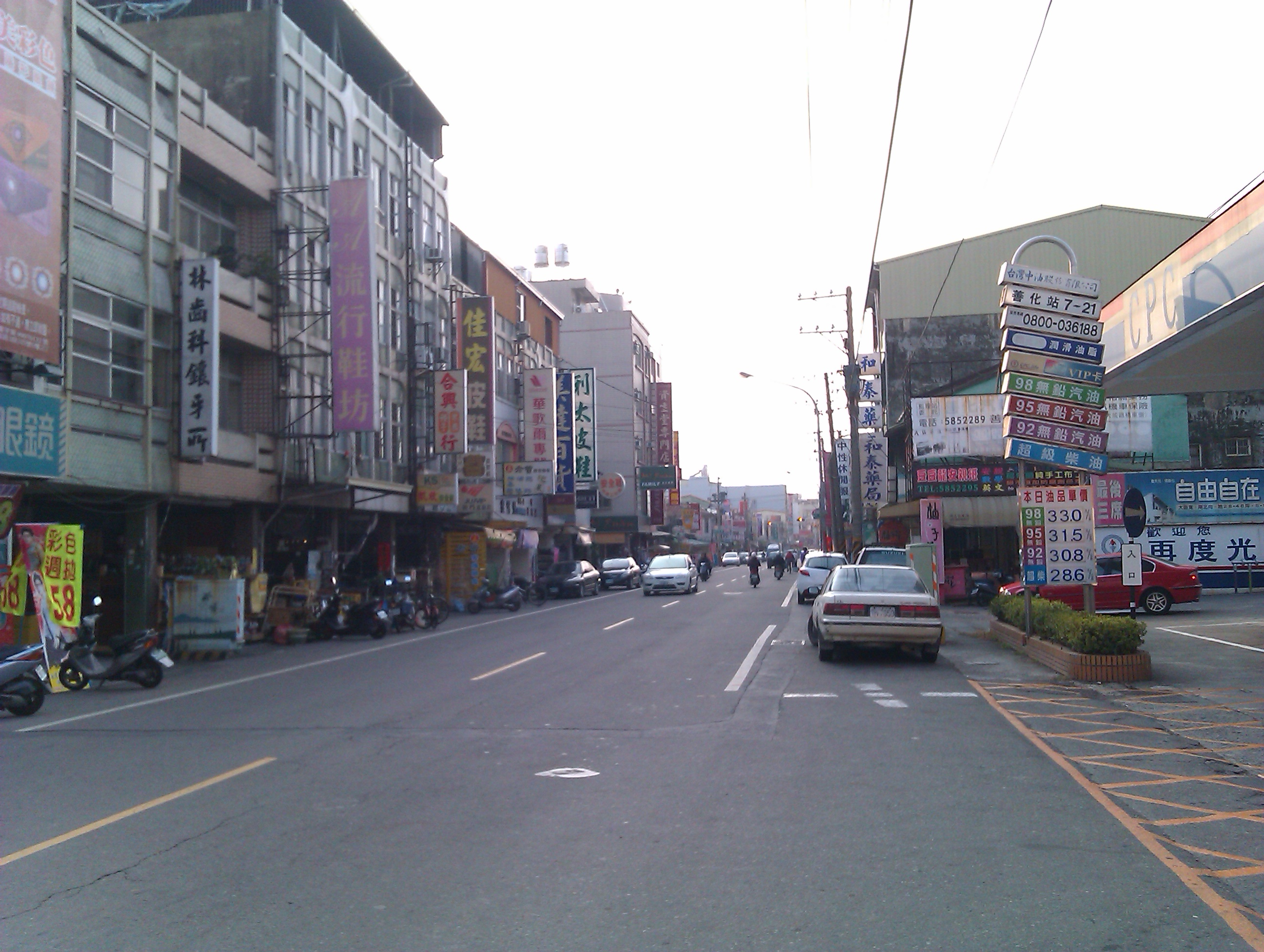
善化中山路一景

23°07′56″N 120°17′48″E / 23.1323379°N 120.2967400°E
善化區（白話字：Siān-hòa-khu），舊稱「灣裡」，前身「善化鎮」，位於臺灣臺南市地理中心，北臨麻豆區、官田區，南鄰新市區，東鄰大內區、山上區，西接安定區。距離溪南中心台南市區長達20公里，溪北中心新營區長達24公里。地處曾文溪中游南側，屬於嘉南平原一部分，氣候屬於熱帶季風氣候，至鄰近區界各點距離相去不遠，土地形狀趨於方圓，南北縱長約8公里、東西略寬、幅距近9.5公里。
善化區早期為隸屬平埔族群的西拉雅系目加溜灣社的生活區域，因有曾文溪的流經，故自古農業發達，且為通往東側大武壠社的交通孔道，在清領時期已逐漸成為地方經濟中心。日治時期配合鐵公路的興建和善化糖廠的開設，交通日趨方便並呈現商業繁榮景象。二戰後原為農業鄉鎮，而在1990年代後隨著福爾摩沙高速公路的通車以及南部科學園區臺南園區的設立，也促進當地高科技工業的發展。境內的亞蔬中心、善化糖廠、善化酒廠，皆為善化區著名的大型建設。

## 歷史
善化區舊稱「灣裡」（荷蘭語：Guanni），一說係由於早期當地為平埔族群的西拉雅系目加溜灣社（荷蘭語：Backloan）生活區域，而「目加溜灣」一詞為平埔族語的「宰牛茨」或「刣牛厝」，因音譯名較長而略稱「灣裡」；另一說則是因當地位於曾文溪曲流的堆積坡，取「河彎之內側」之意而稱「灣裡」。「善化」一詞由來始於明鄭時期行政區名「善化里」，傳係鄭成功巡視當地，以當地「善早開化」（甚早開化之意），故改名「善化」:79。
今日善化區所在的地方，原為原住民西拉雅族四大社之一目加溜灣社的活動領域。1622年荷蘭東印度公司（VOC）在澎湖興建城堡，雷爾生司令為在大員海灣入口南側無人沙洲興築臨時竹砦，1623年10月，派遣利邦上尉（法語：Élie Ripon）與工班到此，贈予族人衣物，受到族人歡迎，並協助到鄰近森林採竹，此為目加溜灣族人首次與荷蘭人接觸，然而數週後麻豆社族人攻擊在森林採竹的公司人員，雙方各有數人戰死，暫時退回澎湖；1624年1月，目加溜灣社加入麻豆社聯軍，夜襲火攻大員剛新建成的城砦，為公司守軍發現而被擊退；1624年8月公司與明軍簽訂協定退出澎湖前往台灣，開始在大員興建城堡，命名為奧蘭治城（Fort Oranje），後更名為熱蘭遮城（Fort Zeelandia）；1629年6月，目加溜灣加入麻豆、蕭壠社聯軍發動麻豆社事件，殲滅63名公司精兵，追擊台灣長官，並搗毀公司在赤崁的資產，公司因兵力過於薄弱，同年11月只能以微薄武力報復聯軍中最弱的目加溜灣社，族人不敵，遂以椰子、檳榔等物謝罪，12月與公司簽訂和約接受公司管轄。1635年公司由巴達維亞派援軍來台平定麻豆社、搭加里揚社等地之後，公司駐台當局開始在此地設置學校、教會，並招募漢族移民到此開墾，種植甘蔗、稻米。:41-59
明鄭治臺時，在曾文溪兩岸設立「善化里」，歸天興縣管轄，並派軍隊到此屯墾。善化里遠較今日之善化區遼闊，甚至達今楠西區境內，後來又分為善化里西堡與善化里東堡。
在清領時期，復稱此地「灣裡社」；後因漢人逐漸聚集發展出市區，改稱「灣裡街」，屬於臺南府安平縣，設有「巡司」統轄。
臺灣依馬關條約割讓日本後，1895年日本殖民當局先在此設置「曾文兵站司令部」，軍事管轄善化里「東堡」及「西堡」；1896年劃歸「曾文憲兵屯兵所」，同年開始實施文民統治，改為「灣裡辦務署」。1898年編入「大目降辦務署」，改為「灣裡辦務支署」。1901年全臺分為二十廳，在台南廳灣裡支廳下分善化東里區及灣裡區，設區長統轄，並設置了鐵路車站灣裡驛。1920年7月，日本將臺灣改為五州二廳，行政區劃改為州、郡市、街庄，善化庄屬臺南州新化郡。善化庄下轄善化、曾文、六分寮、東勢寮、北子店、茄拔、小新營、坐駕等8個大字。1940年，善化庄改制為「善化街」:15。
二戰後1945年10月，隸屬臺南縣新化區善化鎮。1950年調整行政區域並撤銷區署，並納入原屬安定鄉的胡厝村及胡家村，善化鎮改隸臺南縣，共轄20個里:24:743。2010年12月25日，配合臺南縣市合併升格為直轄市，善化鎮改為「善化區」。2018年4月30日因里鄰調整，將北關里與西關里合併成「頂街里」，東隆里與東昌里合併成「昌隆里」，並從小新里分出「蓮潭里」，此外調整文昌里與坐駕里之間、牛庄里與嘉北里之間的里界。

## 地理

### 地形
善化區位於臺南市的地理中心，嘉南平原的南部，東北方與西北方分別與官田區、麻豆區相鄰，東毗大內、山上兩區，南側和新市區接壤，西南方為安定區:57。行政區域南北長約8公里，東西寬約9.5公里，形狀趨於方圓，面積計有55.3097平方公里:58。全區地形開闊平坦，整體地勢起伏較小，平均坡度甚緩，東高西低。區內中西部地區海拔高度在20公尺以下，西南部一帶則屬三崁店低地的一部份，海拔高度可低於5公尺，東部地區海拔高度則介於20至25公尺間，為三崁店低地東側較早期地盤間歇性隆升所發育出之低臺地的一部份:63。地質上全為第四紀全新世沖積層或階地堆積層所覆蓋，係以黏土、粉沙、沙、礫等沉積物組成:66。

### 氣候
善化區屬熱帶氣候，冬季稍有寒意，夏季則趨於暑熱。年均溫為攝氏23.7度，月平均氣溫最高為7月的攝氏28.3度，最低為1月的攝氏17.4度:69。年平均降雨量為1,838.4毫米，7月雨量466.9毫米最多，11月8.0毫米最少，雨量高度集中於夏季:70－71。

### 人口
根據臺南市善化戶政事務所統計，2024年底善化區戶數約2.2萬戶，人口約5.3萬人，區內人口最多與最少的里分別是蓮潭里與六分里，2024年底兩里人口分別為7,172人與736人。
隨著南科廠商的進駐，且在LM特區等重劃區的開發之下，生活機能逐漸完整，使得善化區人口自2004年起穩定成長，是臺南市轄下行政區中，人口成長最快速者，並於2019年12月達到5萬人。而在南科設立帶動年輕人口遷入之下，善化區也是臺南市老年人口扶養負擔增加速度最慢的行政區。2024年底善化區人口的年齡結構中，0至14歲人口佔比約15.74%，15至64歲人口佔比約67.74%，65歲以上人口則佔比約16.52%，老化指數約為104.97%，是臺南市幼年比例最高、老化指數最低的行政區。

## 政治

### 歷任首長
| 屆次 | 姓名   | 任期                          | 備註     |
| 1    | 劉春輝 | 2010年12月25日－2011年9月28日 | 代理區長 |
| 2    | 李皇興 | 2011年9月29日－2017年2月28日  |          |
| 3    | 方澤心 | 2017年3月1日－2025年1月8日    |          |
| 4    | 譚乃澄 | 2025年1月8日－                | 現任     |

### 區政組織

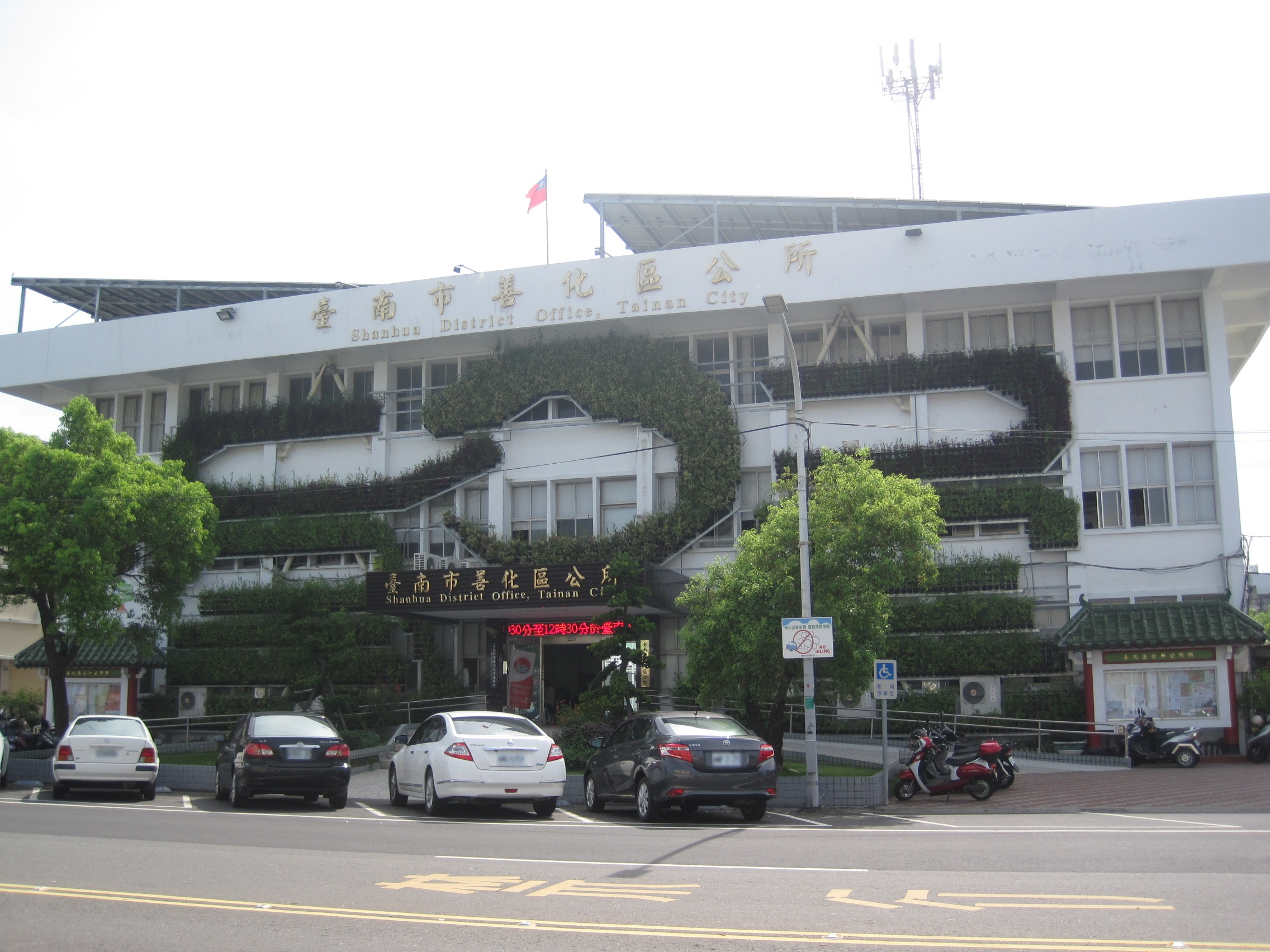
善化區公所

善化區公所是臺南市政府在善化區的派出機關，在中華民國政府架構中為市政府綜理區政的執行機關，上級業務監督機關為臺南市政府。区长由市長任命，其任期為無任期保障。在區長及主任秘書之下，設有4課3室等7個內部單位。

### 行政區
現今善化區行政範圍的確立，來自於1950年，調整行政區域，將原屬安定鄉的胡厝、胡家兩村納入善化鎮鎮域:163。2010年12月25日，臺南縣市合併改制為直轄市，善化鎮改制為市轄區「善化區」，隸屬臺南市。
善化區共轄20里，其行政區域分布情形為：
| 善化區行政區劃 |        |      |        |      |        |      |        |
|                |        |      |        |      |        |      |        |
| 編號           | 里名   | 編號 | 里名   | 編號 | 里名   | 編號 | 里名   |
| 1              | 東關里 | 2    | 頂街里 | 3    | 文正里 | 4    | 什乃里 |
| 5              | 田寮里 | 6    | 光文里 | 7    | 坐駕里 | 8    | 蓮潭   |
| 9              | 小新里 | 10   | 嘉南里 | 11   | 牛     | 12   | 嘉北里 |
| 13             | 昌隆里 | 14   | 六德里 | 15   | 六分里 | 16   | 溪美里 |
| 17             | 胡家   | 18   | 胡厝里 | 19   | 南關里 | 20   | 文昌里 |

## 產業

### 農業
善化區農產品主要有水稻、甘蔗、草莓、西瓜、芝麻等，並有利用水稻休耕期間曬製番薯粉（烹飪材料）的產業。隨著有機農業發展，善化區已有不少農民加入務農的行列，目前已成為台南有機種植三大聚落之一，依序為官田區（130公頃）、善化區（68公頃）、仁德區（46公頃）。
芝麻
胡麻原產地屬熱帶，台南市胡麻種植面積占全台9成約1469公頃，主要產地位於西港、善化、將軍、佳里、安定，其中善化種植面積約237公頃，產量居全市第二，僅次於西港255公頃。
西瓜
南市種植西瓜面積約1千491公頃，佔全台約14%，總產量達1.9萬餘公噸，主要產地位於麻豆、安定、善化、歸仁及新市，主要種植面積集中於曾文溪河川區。另學甲地區種植面積約35公頃，主要種植在八掌溪畔頂洲及紅茄兩部落，於清明節前後開始陸續採收。
草莓
北大湖、南善化，台南善化地區種植草莓已有超過30多年歷史了。台南觀光草莓園多以善化、新市為主，形成地方特殊聚落，種植的草莓品種以香水草莓為主，因病蟲害少、產量多且口感佳，受到業者及消費者青睞，每年產季可從11月至隔年4月。

#### 亞蔬中心
1971年，日本、大韓民國、菲律賓、泰國、美國、越南共和國（南越）、中華民國等政府與亞洲開發銀行合作創設亞洲蔬菜研究發展中心（Asian Vegetable Research and Development Center，英文縮寫“AVRDC”、簡稱「亞蔬中心」），宗旨為研究改進蔬菜種植技術，以協助熱帶亞洲開發中國家農民改善生活。該組織總部設在善化區南側（南部科學園區臺南園區東側），2008年改稱「亞蔬─世界蔬菜中心」。

### 工業
- 傳統產業[18]
  - 食品工業

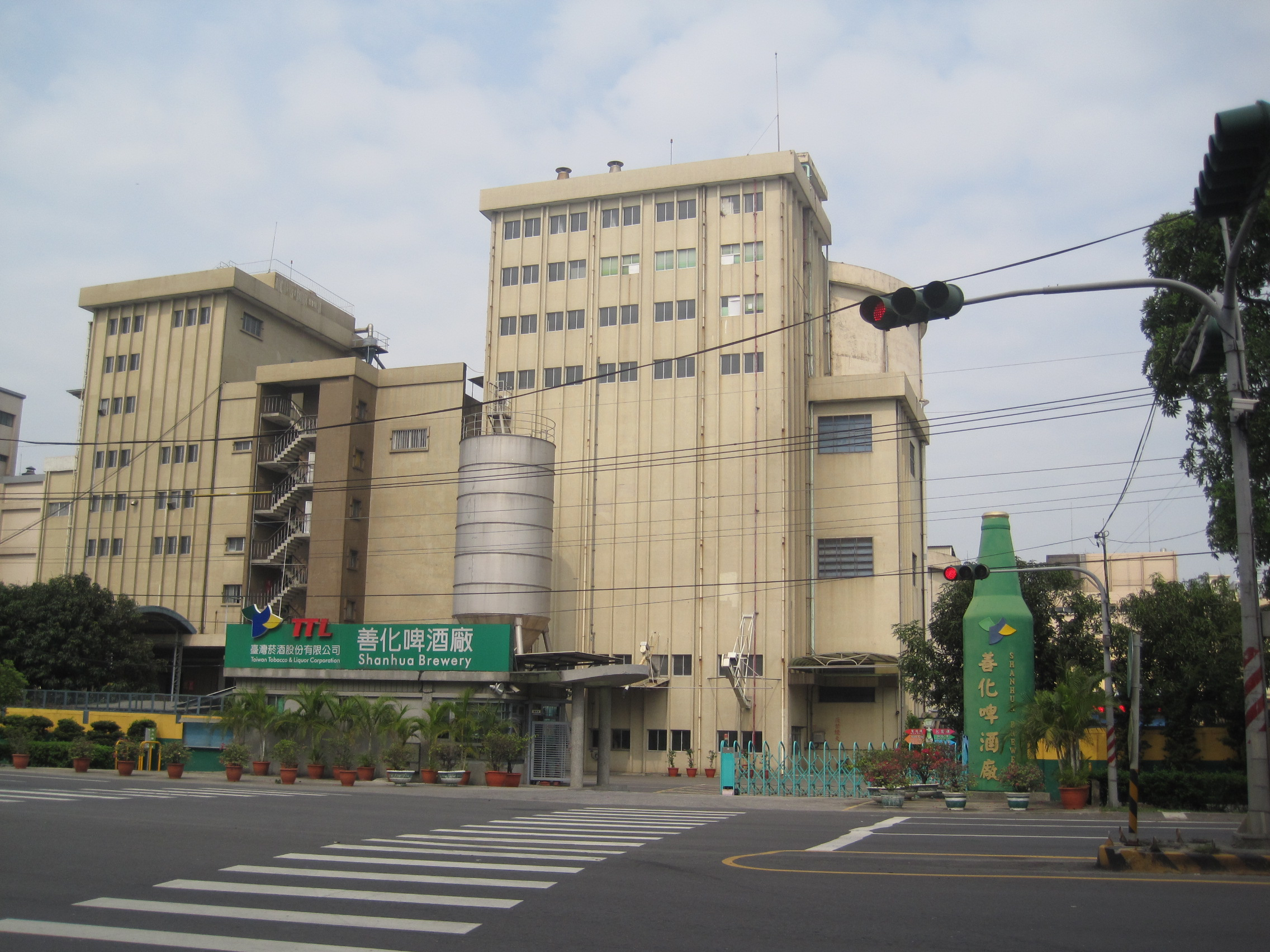
善化啤酒廠

    - 臺灣糖業公司善化糖廠；創建於1904年，為臺灣目前少數維持運作製糖工場之一。
    - 臺灣菸酒公司善化啤酒廠：位於成功路2號，為善化區規模最大的工廠之一[18]。 於1973年9月成立「成功啤酒廠籌備處」，1975年12月第一期工程完成，年產0.6公升啤酒700萬打。1984年5月第二期工程完成，1996年5月第三期工程完成年產0.6公升啤酒2,750萬打，原名臺灣省菸酒公賣局成功啤酒廠，2002年7月改制更名為臺灣菸酒股份有限公司善化啤酒廠。
    - 台灣可果美公司，位於小新營。
    - 三皇生物科技股份有限公司：生活飲料，位於大成陸橋東側。 榮獲SGS國際品質認證FSSC 22000，ISO 22000， HACCP， ISO 14064， ISO 14046，和台灣清真推廣協會的清真認證（HALAL） 及台灣優良食品認證（TQF）。  生產技術使用食品研究所功能驗證的 UHT (Ultra High Temperature) 高溫瞬間滅菌製程。該公司是德國SIG Comibloc 康美包無菌紙盒台灣最大的飲料廠。 該公司在2014取得台灣第一家雙（水和碳）足跡認證，並且年產兩億包無菌紙盒。 2014至今每年都參與台南市全國社區全齡棒球大賽（TNCSBL）。 2016創下美國食品藥物管理署（FDA）例行性稽查食品產業外銷是【零缺失】也是最快及最有效益的稽查。  2017年參與中華民國經濟部產業人才鑑定iPAS計畫。 2017及2018參與台南第十一及第十二屆古都馬拉松。  2018年上半年無核家園理念投入太陽能光電板；第一期3月底完工所產生的再生能源站公司15%的電量。
    - 三億麥芽實業有限公司，位於三民路。
    - 大成長城製油廠，位於北子店臺糖鐵路旁（今已改建為住宅區）。

  - 澱粉工業：澱粉工業為早期善化的重要產業，在今北關里建國路及東勢寮附近有大型的晒澱粉場。
    - 玉成澱粉工業公司，位於東勢寮。

  - 化學工業
    - 允成化工公司，位於光文路（善化車站旁）。
    - 佳大建材公司，位於北子店。
    - 三福化工公司，位於小新營。
    - 豐彩科技材料股份有限公司善化廠，位於小新營。

  - 紡織工業：
    - 東豐纖維企業股份有限公司善化廠，位於建業路。
    - 富雅樂企業股份有限公司 ，位於小新營。
    - 龍倡股份有限公司，位於三民路。
    - 福勝紡織股份有限公司，位於興農路。

  - 金屬工業：
    - 弘大金屬公司，位於北子店。
    - 來金行，位於六分里溪底寮。

  - 磚窯業：
    - 嘉品窯業公司，位於成功路。

  - 造紙業：
    - 佳皇紙業股份有限公司，位於興農路。

  - 塑膠製品製造
    - 應誠窗簾股份有限公司,位於小新營
- 科技產業 
  - 汽車及其零件製造業
    - 福隆尖端科技股份有限公司，位於溪美里。

  - 特殊管路管件製造業
    - 晃誼科技股份有限公司，位於六分里。
- 南部科學工業園區臺南園區：
南部科學園區（簡稱南科），是行政院於1995年5月核定成立，
台南園區範圍跨越新市、善化、安定等行政區，臺南市政府即透過都市計劃在園區週邊設置南科特定計畫區（分為A~O區），其中A至K區成為產業用地-樹谷園區、L至O區則為新市鎮區，臺鐵也配合於南科園區與新市鎮間增設南科車站。

### 金融業
- 善化區農會信用部
  - 六分寮分部
  - 東關里分部
  - 茄拔分部

- 國泰世華銀行善化分行
- 台灣中小企業銀行善化分行
- 第一銀行善化分行
- 京城銀行善化分行
- 中國信託商業銀行善化分行

- 善化郵局(臺南104支)
- 善化成功郵局(臺南106支)
- 善化溪美郵局(臺南108支)
- 善化中山路郵局(臺南114支)

## 藝文活動

### 古典漢詩
東吟社
1684年，沈光文倡設吟社，名曰東吟社，最初社員有諸羅縣知事季麒光等14人；翌年正月初開吟會，朔月會集，為清代臺灣詩社之嚆矢。依據沈氏於該年四月所作之『東吟社序』，14名社員之姓名、籍貫為：

| - 季蓉洲（名麒光），無錫 - 華蒼崖（名袞），無錫 - 韓震西（名又琦），宛陵 - 陳易佩（名元圖），會稽 - 趙蒼直（名龍旋），金陵 - 林貞一（名起元），金陵 - 陳克瑄（名鴻猷），福州 | - 屠仲美（名士彥），上虞 - 鄭紫山（名廷桂），無錫 - 何明卿（名士鳳），福州 - 韋念南（名渡），武林 - 陳雲卿（名雄略），泉州 - 翁輔生（名德昌），福州 - 沈斯菴（名光文），寧波 |

浣溪吟社
- 1930年7月，王滄海（號雪濤）與蘇建琳二氏倡設「浣溪吟社」。

淡如吟社
- 1931年，蘇東岳、林清春、陳壽南、蘇聰曉、蘇宜秋另組「淡如吟社」。

1937年中、日啟釁後，私塾、詩社皆自滅。
光文吟社
- 1948年春，蘇東岳、蘇建琳、王景亮等聚會益仁醫院，從舊「浣溪」、「淡如」兩社合併為「光文吟社」，以闡揚沈光文之潛德幽光，擇端陽日成立草創總會。四個月後，擇於中秋節舉行成立典禮，推林艮山為主席，蘇友章為副主席。
- 社員：林艮山（名土割）、蘇友章（名建琳）、蔡宜春（名天來）、王人龍（名景亮）、洪舜廷（名朝）、蘇太虛、蘇東岳（字雲峰）、洪濯纓（名調水，字冰如）、林玉壺（名清春）、陳清修（名天福）、謝式金（名水泉）、蘇朝棟（名承樑）、蘇蓮士（名清池）。
- 顧問：王則修（名文德）。

當代詩人
洪景星（1931年- ，善化區人，洪舜廷哲嗣）
陳長鴻（1934年- ，善化區人）

## 宗教信仰
善化居民宗教信仰以東方傳統宗教，如道教、佛教為主，又以道教廟宇數最多，分佈在區內各聚落；另有少數基督宗教教堂。區內主要的寺廟教堂有：

### 道教
- 善化慶安宮：位於中山路470號，主祀天上聖母；1685年「荷語教育所」原址改建為「文昌祠」，1862年發生嘉南大地震，「文昌祠」遭震坍，於1864年重建廟宇，定名為「慶安宮」。

- 茄拔天后宮：位於嘉南里80號，主祀天上聖母。1661年媽祖神像由先民自湄洲啟駕，來臺奉祀於茄拔天后宮。1670年10月修建廟宇，坐東向西。1733年4月規劃重建，改坐西向東。歷經1793年、1823年、1933年、1958年翻修廟宇，於1984年進行第八次翻修。

- 清水宮：位於北子店，供奉主神為清水祖師。

- 善陽玄苑：位於光文里，道教內丹學研究，於2000年命名。

- 溪美隆安宮:舊有則為溪美196號南處的廟宇，於日據時期遭日毀損。1960年之匾額『玄天上帝　五府千歲』現仍存放於隆安宮，依廟方人員述現有大轎，為1945年時製造，保存的完好如初。 隆安宮現為溪美之庄廟，主祀「玄天上帝」。今廟於1970年蘇秦強及地方耆老，發起於公厝舊址羅壇起建，1972年完工，奉祀神明尚有「李王」「中壇元帥」「東嶽大帝」「池王」「禹王」，左次奉祀「土地公」與「虎爺」，右側奉祀「註生娘娘」。

- 胡厝寮代天府：位於胡厝寮胡家里151號，主祀:五府千歲（大王:范府千歲、二王:池府千歲、三王爺:朱府千歲、四王:李府千歲、五王:溫府千歲）、關聖帝君（胡厝寮開基神佛）、吳府千歲。創建於：清光緒二十三年（1897年）莊民胡圓目首倡建立公厝，歷經1914年、1947年、1975年翻修廟宇，祭祀活動:農曆2月12日為大祭。

- 小新營祖師廟：位於小新里小新營97號，主祀神明：三代祖師，配祀神明：觀音佛祖，神農大帝，中壇元帥，福德正神，註生娘娘，黑虎將軍，創立年代：1780年

### 佛教
- 佛光山慧慈寺：位於光復路，於1981年7月建寺完成，成立慧慈幼稚園。
- 慈善寺：位於北子店，建寺於1926年。

### 基督宗教
天主教
- 善化聖家堂：位於中正路，於1968年10月落成。成立聖家外勞移民服務中心服務善化在地的移工族群。

新教
- 臺灣基督長老教會善化教會：位於中山路；於1896年成立福音堂，於1906年建禮拜堂，1925年於現址建禮拜堂。為善化目前最多人聚會的基督宗教教會，每年年末舉辦聖誕音樂佈道會。
- 臺灣基督長老教會溪美教會：位於進學路，鄰近善糖國小；於1964年6月成立。
- 基督教台灣聖教會善化聖教會：位於民權路，1982年7月設立。
- 善化靈糧堂：位於光復路，鄰近慧慈寺與麥當勞；於2006年成立，2020年6月設立社團法人臺南市基督教善化靈糧堂宣教協會。
- 美善教會：位於建國路，鄰近善化夜市。

## 教育

### 高級中學
- 國立善化高級中學

### 國民中學
- 臺南市立善化國民中學
- 臺南市立蓮潭國民中小學（南科LM區）

### 國民小學

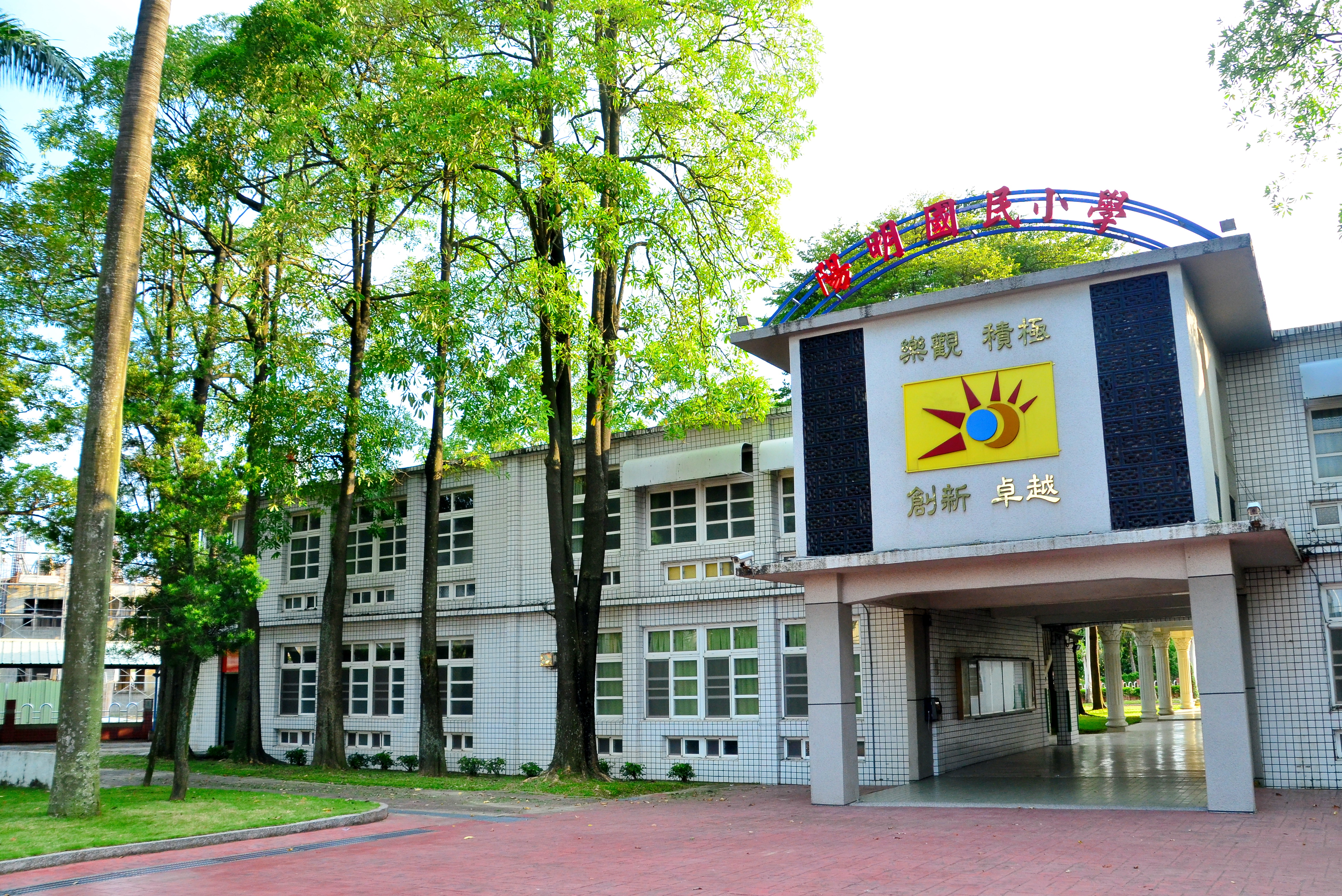
臺南市善化區善化國民小學
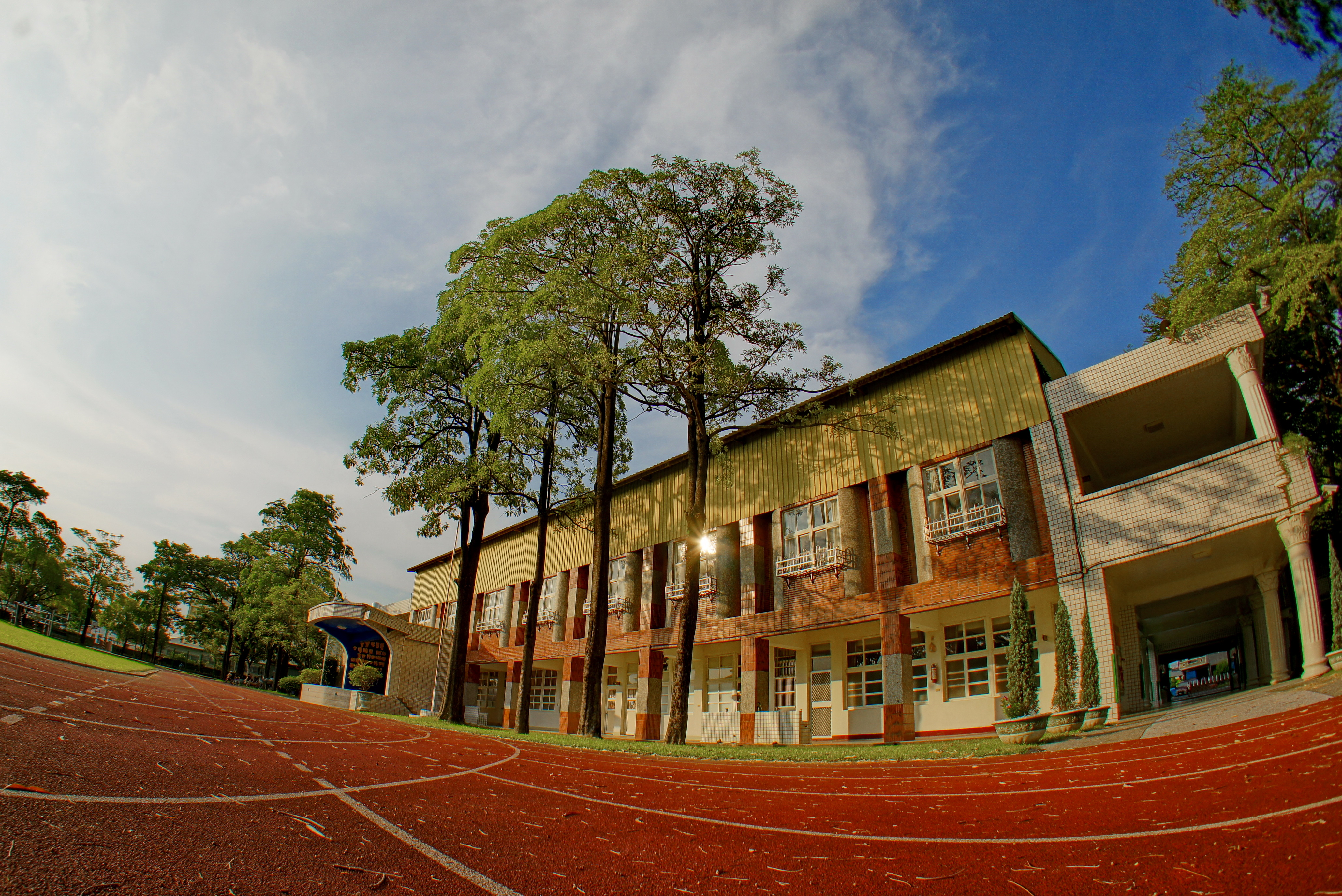
臺南市善化區大同國民小學【六分寮】
- 臺南市善化區大成國民小學
- 臺南市善化區茄拔國民小學
- 臺南市善化區小新國民小學（南科LM區）
- 臺南市善化區陽明國民小學【胡厝寮】
- 臺南市善化區善糖國民小學【溪美里】
- 臺南市立蓮潭國民中小學

- 台南市善化區陽明國民小學大門
- 台南市善化區陽明國民小學

## 交通

### 鐵路
臺灣鐵路公司
- 縱貫線：善化車站

### 公路
- 中山高速公路

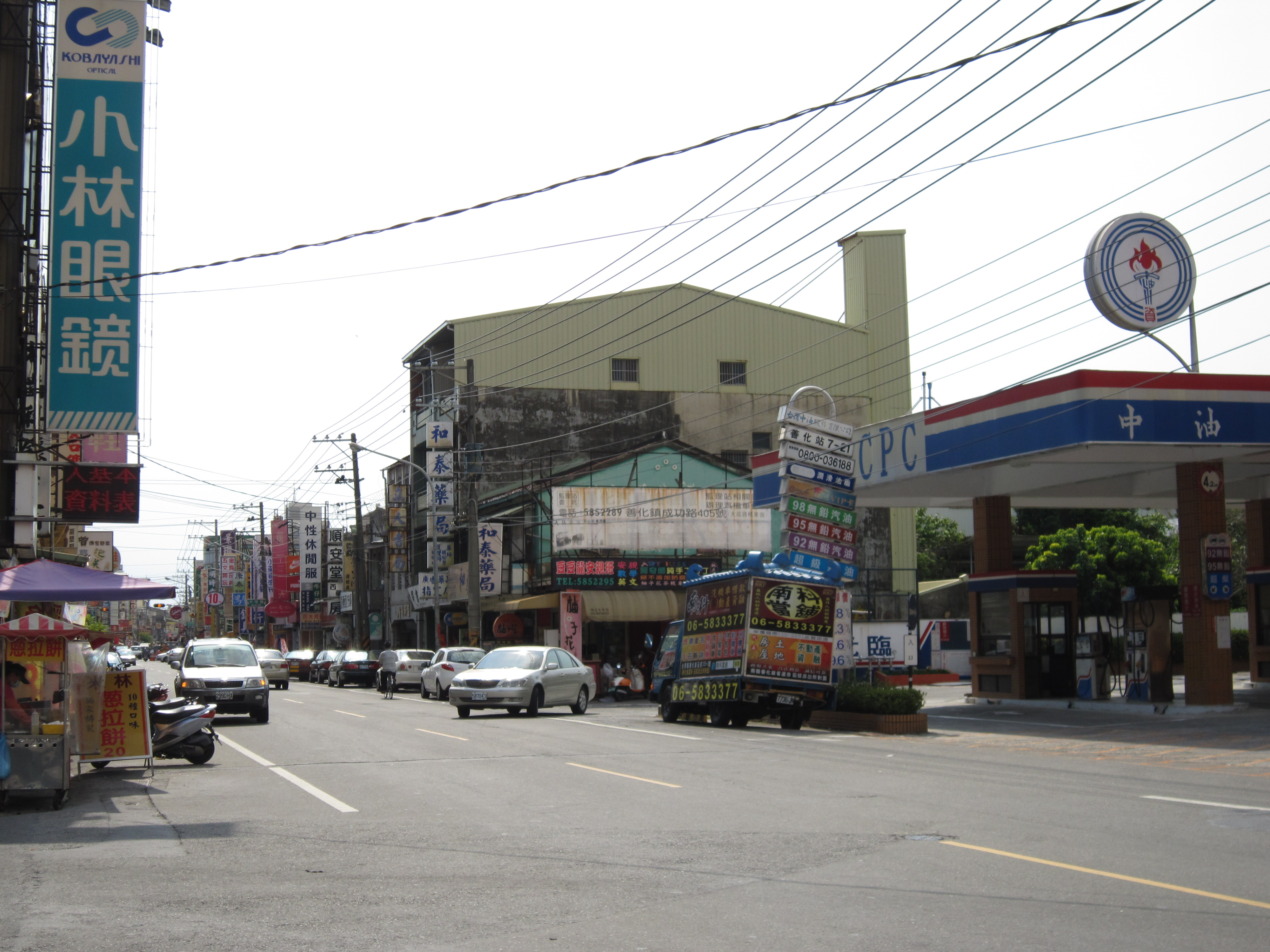
中山路是貫穿善化市區的要道之一

  - 311 安定 安定交流道（實際位於安定區）
- 福爾摩沙高速公路
  - 340 善化 善化交流道
- 台1線：北跨曾文溪往官田、新營、後壁區，往南至新市、永康區、台南市區。
- 台19甲線：善化23.7k（市道178號共線起點）善化24.3k（市道178號共線終點）
- 市道178號：安南區—安定區 — 善化區 — 大內區[20]

### 客運

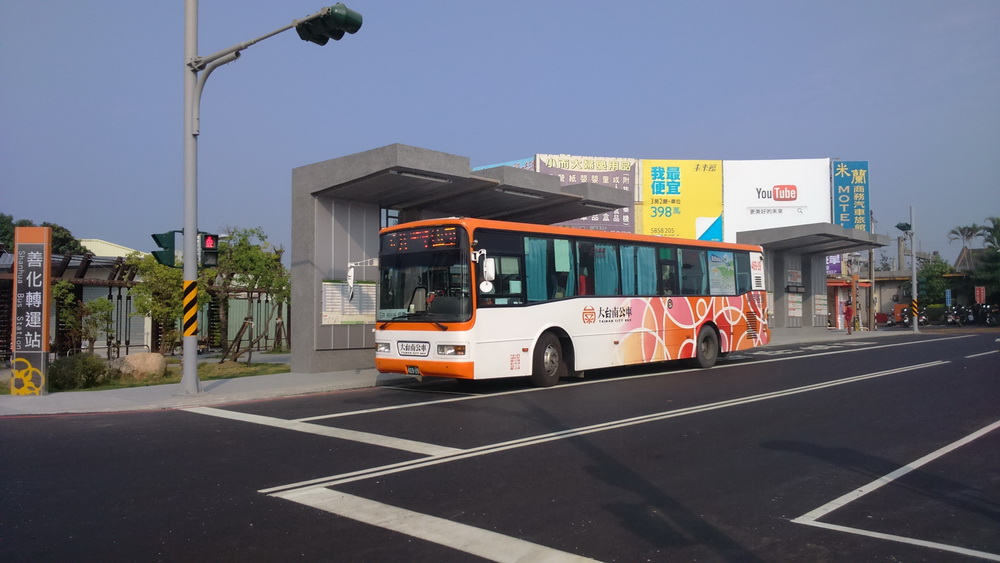
善化轉運站

- 大台南公車[21]

| 編號       | 路線                                         | 營運單位   | 備註                                                                        |
| ---------- | -------------------------------------------- | ---------- | --------------------------------------------------------------------------- |
| 菱波官田線 | 新營－善化轉運站                             | 新營客運   | - 每週三停駛，台灣好行菱波官田線。 - 經官田遊客中心、隆田車站、善化啤酒廠。 |
| 綠1        | 新化－新市車站－南科商場－善化轉運站         | 興南客運   |                                                                             |
| 綠2        | 新化－新市車站－善化轉運站－山上市場         | 興南客運   |                                                                             |
| 綠2-1      | 善化轉運站－山上－玉峰里－平陽里－豐德       | 台一大車隊 | - 全線使用小黃公車營運。                                                    |
| 綠3        | 新化－新市車站－樹谷園區－善化轉運站         | 興南客運   |                                                                             |
| 綠4        | 新化－新市車站－陽光電城－善化轉運站         | 興南客運   |                                                                             |
| 綠11       | 新化－山上－善化轉運站                       | 興南客運   |                                                                             |
| 橘幹線     | 佳里－麻豆轉運站－善化轉運站－大內－玉井     | 興南客運   |                                                                             |
| 橘1        | 善化轉運站－大內－蒙正                       | 興南客運   | - 善化轉運站05:40發車班次繞駛環湖。                                         |
| 橘2        | 胡厝寮－善化轉運站－大內教會                 | 興南客運   |                                                                             |
| 橘3        | 善化轉運站－安定－和順轉運站                 | 興南客運   | - 部分班次繞駛許中營。 - 部分班次延駛至臺南轉運站，不經和順轉運站。         |
| 橘4        | 善化轉運站－臺南藝術大學－烏山頭水庫         | 興南客運   |                                                                             |
| 橘4-1      | 善化轉運站－官田工業區－六甲                 | 興南客運   |                                                                             |
| 橘5        | 善化轉運站－官田遊客中心－六甲               | 興南客運   |                                                                             |
| 橘12       | 麻豆轉運站－善化轉運站－新市車站－臺南轉運站 | 興南客運   | - 部分班次繞駛三舍中安宮，不經得力實業。                                    |
| 橘14       | 麻豆轉運站－中榮里－南科實中－陽光大道       | 漢程客運   | - 例假日停駛。                                                              |

### 公共自行車
臺南市YouBike 2.0於2023年2月23日正式營運，截至2025年5月30日於善化區內設置23處站點。

## 名勝古蹟

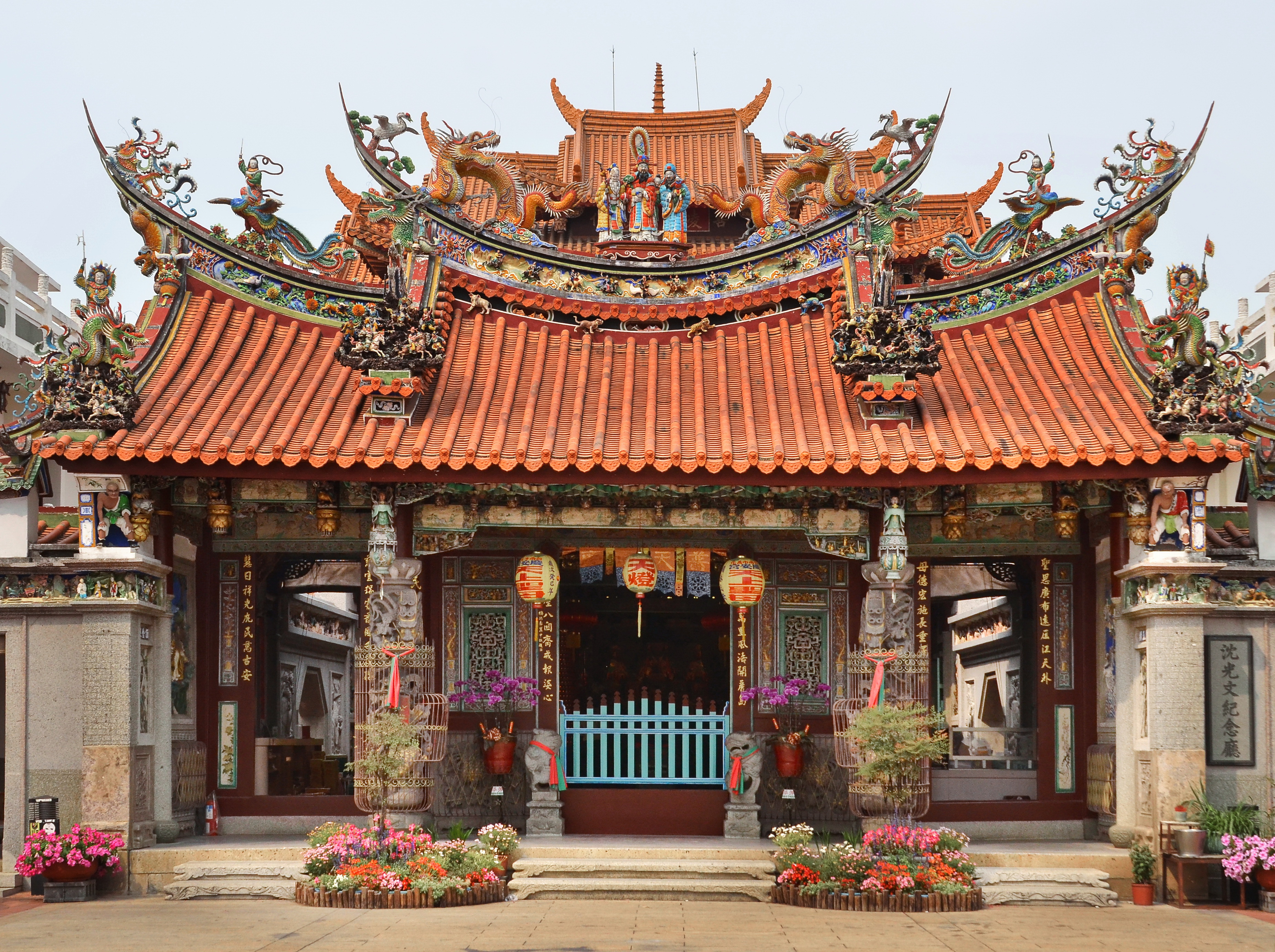
善化慶安宮

善化慶安宮位於中山路，是一所著名的道教廟宇，主祀天上聖母，1997年被列為中華民國國家三級古蹟。傳說慶安宮所在地原為荷據時期的「荷語教育所」，1685年（清康熙24年）改建為「文昌祠」。1862年（同治元年）毀於大地震後，重建廟宇並改名「慶安宮」。
根據〈茄拔天后宮沿革〉碑之後的記載，茄拔天后宮在1793年由龍寶城、林建、王江、林語都、曾定觀等人發起重修。1823年則由劉爾遐、王佛、林從、林頭、劉名顯、林道、王標、林讚、劉天賞、胡光山等人重修。
而在日治時期，該廟曾在1930年代間重修，於1933年留下了〈重修茄拔庄天后宮捐金芳名碑記〉一碑。
二次大戰後，茄拔天后宮在1958年再次重修，之後在1984年再次重修。1994年於廟埕立延平郡王鄭成功紀念碑與鄭成功雕像。雕像與紀念碑原本位在古井的位置上，到了2005年左右廟方欲興建廁所，經指示後在廟埕右側興建，並將雕像與紀念碑向右移動五公尺，使得古井再現。
善化牛墟與北港牛墟為臺灣現存兩大牛墟，每旬2、5、8日為營業日，從清晨五時半至中午止。灣裡街牛墟是臺灣府最早出現的牛墟，1870年左右設立於灣裡街南門城外(今三民路與文昌路上)。1981年後經四度遷移，現位於什乃里。早期牛隻交易曾高達1000頭以上；後雖因產業轉型，牛隻交易漸少，但因市集裡跑江湖，賣藥品、農耕機具、百貨雜攤、農產品、衣物、點心等低價，仍持續吸引中、低階消費者，以及體驗農村趕集樂趣的觀光客。

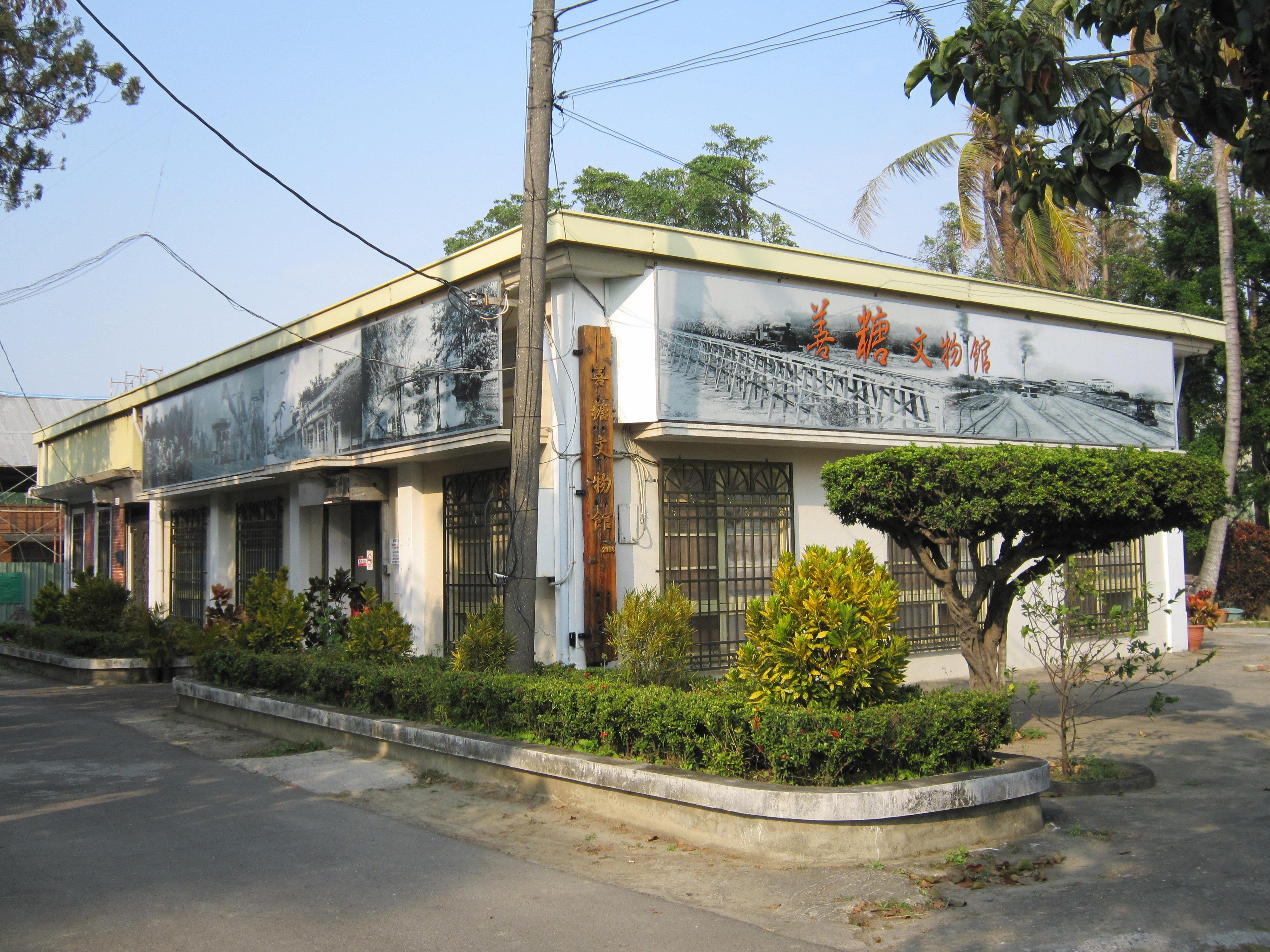
善糖文物館

善化糖廠是臺糖在臺南市僅存的營運中製糖工廠，廠區外圍仍留有往昔載運甘蔗糖料的五分小火車軌道；廠區內樹木成蔭，有台糖產品販賣部、糖廠招待所、善糖國小、親水休憩公園等設施。善糖文物館於2007年12月7日開幕，文物館主要收藏品有臺糖文獻、機具、木模等文物，以及糖業歷史的老照片，供大眾免費參觀；室外展示場於2008年10月9日啟用。

## 相關作品
- 沈光文，『東吟社序』。
- 洪景星，《善化詩社擊鉢精華》，臺南善化，2007年。

## 外部連結
- 善化區公所（页面存档备份，存于）